# Роанок (Индијана)
Роанок (енгл. Roanoke) град је у америчкој савезној држави Индијана.

## Демографија
По попису из 2010. године број становника је 1.722, што је 227 (15,2%) становника више него 2000. године.
| Група             | 2000.         | 2010.         |
| Белци             | 1.466 (98,1%) | 1.652 (95,9%) |
| Афроамериканци    | 4 (0,3%)      | 3 (0,2%)      |
| Азијати           | 3 (0,2%)      | 8 (0,5%)      |
| Хиспаноамериканци | 14 (0,9%)     | 30 (1,7%)     |
| Укупно            | 1.495         | 1.722         |